# 1,1,3,3-テトラメチルグアニジン
1,1,3,3-テトラメチルグアニジン(1,1,3,3-Tetramethylguanidine)は、HNC(N(CH3)2)2の化学式を持つ有機化合物である。無色の液体で、共役酸のpKaが通常のアミンよりも高い強塩基である。
テトラメチルチオ尿素からS-メチル化とアミノ化を用いて作れるほか、ヨウ化シアンから作ることもできる。

## 利用
1,1,3,3-テトラメチルグアニジンは、主にアルキル化のための非求核性強塩基として用いられ、しばしばより高価なジアザビシクロウンデセンやジアザビシクロノネンの代わりに用いられる。水に非常に溶けやすいため、有機溶媒の混合物から容易に分離することができる。また、ポリウレタン製造の際の触媒としても用いられる。